# スカー (キタニタツヤのアルバム)
『スカー』（英: Scar）は、日本のシンガーソングライター・キタニタツヤのEP。2022年11月23日にMASTERSIX FOUNDATIONから発売された。

## 概要
キタニタツヤのメジャーデビュー後、初のEPである。初回生産限定盤（CD+BD）と通常盤（CD）の2形態で発売された。
表題曲であるTVアニメ『BLEACH 千年血戦篇』OPテーマ「スカー」や、『BLEACH』生誕20周年記念原画展「BLEACH EX.」への提供曲「Rapport」「タナトフォビア」など全5曲を収録。
初回生産限定盤のBDには、2022年7月2日にZepp Hanedaにて開催されたワンマンツアー"BIPOLAR"のツアーファイナル公演の模様のほか、キタニがYouTubeで不定期に配信している企画「キタニタツヤを解放せよ」の番外編「富士急ハイランドで不安と憂鬱におはよう～俺に幸福は似合わない～」やTVアニメ『BLEACH 千年血戦篇』ノンクレジット・オープニングムービー、「Rapport」「タナトフォビア」のミュージック・ビデオが収録された。
2023年3月28日には、本EPに収録された楽曲「永遠」のANIMATION MVが、アニプレックスの公式YouTubeチャンネルにて公開された。「永遠」はキタニタツヤがTVアニメ『BLEACH 千年血戦篇』のOP主題歌候補として書き下ろした楽曲のひとつであり、同MVでは『BLEACH 千年血戦篇』第1クールのアニメーション映像が使用されている。同MVの監督および映像制作は、ステロタイプ所属の映像ディレクター・伊東正志が担当した。

## 収録曲
| 全作詞・作曲: キタニタツヤ。 |                    |              |              |                                                   |      |
| #                            | タイトル           | 作詞         | 作曲・編曲   | 編曲                                              | 時間 |
| 1.                           | 「スカー」         | キタニタツヤ | キタニタツヤ | キタニタツヤ                                      | 4:20 |
| 2.                           | 「永遠」           | キタニタツヤ | キタニタツヤ | キタニタツヤ                                      | 3:05 |
| 3.                           | 「タナトフォビア」 | キタニタツヤ | キタニタツヤ | キタニタツヤ（Additional Arrangement：SUNNY BOY） | 3:37 |
| 4.                           | 「Insel」          | キタニタツヤ | キタニタツヤ | キタニタツヤ                                      | 1:02 |
| 5.                           | 「Rapport」        | キタニタツヤ | キタニタツヤ | キタニタツヤ                                      | 3:22 |
| 合計時間:                    | 合計時間:          | 合計時間:    | 15:26        |                                                   |      |

| #   | タイトル                           | 作詞 | 作曲・編曲 |
| --- | ---------------------------------- | ---- | ---------- |
| 1.  | 「振り子の上で」                   |      |            |
| 2.  | 「PINK」                           |      |            |
| 3.  | 「聖者の行進」                     |      |            |
| 4.  | 「ハイドアンドシーク」             |      |            |
| 5.  | 「Cinnamon」                       |      |            |
| 6.  | 「白無垢」                         |      |            |
| 7.  | 「Sad Girl」                       |      |            |
| 8.  | 「人間みたいね」                   |      |            |
| 9.  | 「クラブ・アンリアリティ」         |      |            |
| 10. | 「Ghost!? (Bad Mood Junkie ver.)」 |      |            |
| 11. | 「逃走劇」                         |      |            |
| 12. | 「トリガーハッピー」               |      |            |
| 13. | 「Rapport」                        |      |            |
| 14. | 「タナトフォビア」                 |      |            |
| 15. | 「冷たい渦」                       |      |            |
| 16. | 「プラネテス」                     |      |            |
| 17. | 「ちはる」                         |      |            |
| 18. | 「悪魔の踊り方」                   |      |            |

## タイアップ
| 楽曲           | タイアップ                                                     |
| -------------- | -------------------------------------------------------------- |
| スカー         | TVアニメ『BLEACH 千年血戦篇』OPテーマ                          |
| タナトフォビア | 『BLEACH』生誕20周年記念原画展「BLEACH EX.」展示イメージソング |
| Rapport        | 『BLEACH』生誕20周年記念原画展「BLEACH EX.」テーマソング       |
| Rapport        | TVアニメ『BLEACH 千年血戦篇』第1話スペシャルEDテーマ           |

## クレジット
All songs written by キタニタツヤ
スカー
- Arrangement：キタニタツヤ
- Drums：佐藤丞
- All Other Instruments：キタニタツヤ
- Mix：池田洋(hmc studio)
- Mastering：John Greenham

永遠
- Arrangement & All Instruments：キタニタツヤ
- Mix：浦本雅史
- Mastering：酒井秀和(Sony Music Studios Tokyo)

タナトフォビア
- Arrangement：キタニタツヤ
- Additional Arrangement：SUNNY BOY
- Mix：The Anticipation Illicit Tsuboi @ RDS Toritsudai
- Mastering：John Greenham

Insel
- Arrangement & All Instruments：キタニタツヤ
- Mix：浦本雅史
- Mastering：酒井秀和(Sony Music Studios Tokyo)

Rapport
- Arrangement：キタニタツヤ
- Drums：Matt
- All Other Instruments：キタニタツヤ
- Mix：照内紀雄
- Mastering：John Greenham